# Wayne Brabender
Wayne Donald Brabender (Montevideo, 6 ottobre 1945) è un ex cestista e allenatore di pallacanestro statunitense naturalizzato spagnolo.

## Carriera
Venne selezionato dai Philadelphia Warriors al quattordicesimo giro del Draft NBA 1967 (145ª scelta assoluta).
Con la Spagna disputò due edizioni dei Giochi olimpici (Monaco 1972, Mosca 1980), due dei Campionati mondiali (1974, 1982) e sei dei Campionati europei (1971, 1973, 1975, 1977, 1979, 1981).

## Palmarès

### Giocatore
- Campionato spagnolo: 13

Real Madrid: 1967-68, 1968-69, 1969-70, 1970-71, 1971-72, 1972-73, 1973-74, 1974-75, 1975-76, 1976-77, 1978-79, 1979-80, 1981-82
- Copa del Rey: 7

Real Madrid: 1970, 1971, 1972, 1973, 1974, 1975, 1977
- Coppa dei Campioni: 4

Real Madrid: 1967-68, 1973-74, 1977-78, 1979-80
- Coppa Intercontinentale: 4

Real Madrid: 1976, 1977, 1978, 1981
- FIBA World Cup All-Tournament Teams: 1

1974